# Louis Auguste Antoine
Louis Auguste Antoine (* 23. November 1888 in Mirecourt; † 8. Februar 1971 in Rennes) war ein französischer Mathematiker.

## Leben
Antoine wurde in einem kleinen Ort bei Nancy geboren und besuchte das Lyzeum in Nancy. Nachdem sein Vater die Leitung einer Streichholzfabrik in Saintines bei Compiègne übernommen hatte, ging er auf das Collège in Compiègne, wo er eine Vorliebe für Mathematik und Rugby zeigte. Danach besuchte er eine der Pariser Vorbereitungsschulen für die Eingangsprüfungen in die Eliteuniversitäten und studierte ab 1908 an der École normale supèrieure in Paris. Dort schloss er mit seinem Kommilitonen Gaston Julia Freundschaft. Nach dem Studium unterrichtete er am Lycée de Dijon in Saint-Cyr. 1914 wurde er als Reserveleutnant eingezogen. Noch 1914 wurde er zweimal verwundet und wurde 1917 Hauptmann und 1916 Ritter der Ehrenlegion und erhielt das Croix de Guerre. Am 16. April 1917 verlor er an der Front von Chemin des Dames durch einen Schuss beide Augen, als er die gegnerischen Linien mit einem Fernrohr beobachtete. Durch die Verwundung verlor er auch seinen Geruchssinn, da die Kugel die Nase zerstörte.
Auf einen Vorschlag von Henri Lebesgue hin wandte er sich der Forschung in zwei- und dreidimensionaler Topologie zu. Nach Ansicht von Lebesgue war die Erblindung dafür kein Hinderungsgrund, da die Augen des Geistes und die Konzentrationsfähigkeit das Sehvermögen dort ersetzen konnten. Im Mai 1918 heiratete er seine langjährige Verlobte, die auch Lehrerin war.
Lebesgue, Marcel Brillouin und sein Freund Gaston Julia stellten Braille-Kopien von Mathematiklehrbüchern her, die er so studieren konnte. Dazu entwickelte Antoine mathematische Braille-Symbole. 1921 promovierte er an der Universität Straßburg (Sur l'homéomorphie de deux figures et de leurs voisinages). In der Dissertation kam auch das später nach ihm benannte Antoinesche Halsband vor. Antoine wollte ursprünglich ein Analogon des Satzes von Schoenflies in drei Dimensionen beweisen: Gegeben sei eine Einbettung der 2-Sphäre in den dreidimensionalen Raum, dann gibt es einen Homöomorphismus des dreidimensionalen Raums, der die eingebettete 2-Sphäre in die Standard-2-Sphäre überführt. Antoine fand dafür aber ein Gegenbeispiel, das Antoinesche Halsband, zugleich das erste Beispiel einer wilden Einbettung (ein anderes Gegenbeispiel ist Alexanders gehörnte Sphäre, wobei James Alexander auf Antoines Arbeit aufbaute).
1922 wurde er Dozent und 1925 Professor in Rennes. In seinen Vorlesungen benutzte er eine Tafel, an der er eine Position mit Steckstiften wiederfinden konnte. 1957 bekam er Herzprobleme und ging in den Ruhestand. 1961 wurde er korrespondierendes Mitglied der Académie des Sciences.
Als Blinder lernte er Klavier und Mandoline spielen.

## Schriften
- Calcul différentiel et calcul intégral: Calcul intégral 1948
- Calcul différentiel et calcul intégral: Calcul différentiel, 1949 (Neuauflage beider Bände 1955)